# Marktsteft
Marktsteft är en stad i Landkreis Kitzingen i Regierungsbezirk Unterfranken i förbundslandet Bayern i Tyskland.
Staden ingår i kommunalförbundet Marktbreit tillsammans med staden Marktbreit, köpingarna Obernbreit och Seinsheim och kommunerna Martinsheim och Segnitz.